# Sophus Garfiel
Sophus Garfiel (født 6. november 1968 i Gentofte) er en dansk embedsmand, der har været departementschef for flere ministerier, senest Digitaliserings- og Ligestillingsministeriet fra 15. december 2022.

## Baggrund og private forhold
Han er uddannet cand.polit. fra Københavns Universitet 1994. Han har tidligere været departementschef i Undervisningsministeriet fra 8. juni 2010 til 4. oktober 2011 og kontorchef i såvel Finansministeriet som Indenrigs- og Sundhedsministeriet.
Garfiel er gift med Anne Buchardt, der er investeringschef i Danske Bank. De har to børn.
Sophus Garfiel har enkelte gange markeret sig i den offentlige debat, eksempelvis i 2023, hvor han sammen med 32 andre nuværende og tidligere embedsmænd opfordrede embedsmænd i blandt andet ministerierne til at sige fra overfor den konstante travlhed, der er.
I april 2023 blev han udnævnt til kommandør af Dannebrog.

## Kontroverser
Det vakte i 2010 kritik, at Garfiel som daværende chef for indenrigsområdet i Statsministeriet antydede, at en journalist fra Altinget ville blive få en dårligere betjening , fordi han søgte aktindsigt.  I en redegørelse til Folketingets Ombudsmand beklagede Statsministeriet efterfølgende, ligesom også Garfiel selv udtrykte, at det var "en rigtig ærgerlig sag".
Dagbladet Politiken kunne i 2018 offentliggøre en skjult lydoptagelse fra et morgenmøde i Økonomi- og Indenrigsministeriet, at Sophus Garfiel siger til sine medarbejdere, at hvis der er oplysninger, man ikke ønsker frem i offentligheden, skal man tilrettelægge sit arbejde, så det ikke kommer frem.   Ekstra Bladet kunne også berette om en anden skjult lydoptagelse, hvori Garfiel forklarede, hvordan informationer bedst holdes internt. Afsløringerne førte til bred kritik fra blandt andre politiske modstandere, Folketingets formand Pia Kjærsgaard og sågar Garfiels minister, Simon Emil Ammitzbøll-Bille (LA), der slog fast, at han er tilhænger af mest mulig åbenhed.
 "Offentlighedsloven har vi jo netop for at sikre offentlighed i forvaltningen, men vi har den jo også, fordi der ikke er offentlighed om alt. Der er jo en hel del, der foregår i sådan et ministerium her, som er fortroligt, og som der er gode grunde til, at det er fortroligt. Man kan ikke få alt, det er ligesom afsættet. Pointen er så, at vi skal tilrettelægge vores arbejde på en måde, så at vi tænker over de der ting. Hvis vi agerer på en måde, så der kommer offentlighed i ting, det gør vi jo med jævne mellemrum, det gør vi hele tiden, men vi skal altid tænke over, hvad vi gør. Så hvis I er meget optaget af, at der ikke skal være offentlighed i noget, jamen, så må vi tilrettelægge vores arbejde på en måde, så der ikke er offentlighed i det. For hvis vi ikke tænker over det, så lige pludselig er vi kommet i den situation, hvor der er offentlighed om noget, som vi ikke havde regnet med."

 — Sophus Garfiel
Lækkede notater, som Politiken og Jyllands-Posten dokumenterede, at Simon Emil Ammitzbøll-Bille havde bedt sine embedsfolk om at regne på 49 forslag, der blandt andet indgik i Liberal Alliances 2025-plan. Der blev i den forbindelse rejst kritik af Sophus Garfiel, fordi embedsfolk ifølge retningslinjerne i embedsmændenes eget kodeks, ’Kodex VII’, ikke må bistå deres minister i "rent partipolitiske aktiviteter". Folketingets Ombudsmand afviste senere at behandle sagen. 
Jyllands-Posten kunne 24. august 2018 berette, at "en eller flere anonyme embedsmænd", direkte havde truet deres øverste chef, ministeren, med flere læk. I en anonym mail stilet til økonomi-og indenrigsminister Simon Emil Ammitzbøll-Bille krævede afsenderen ministeriets departementschef fyret. Ellers ville lækagerne fortsætte. Truslen blev fremsat i forlængelse af, at Økonomi-og Indenrigsministeriet to gange i løbet af seks måneder havde været ramt af opsigtsvækkende lækagesager. Mailen udpegede Sophus Garfiel som årsag til de eventuelt kommende lækager.